# Aiō Mototsuna
Mototsuna Aiō (相合 元綱?; ... – 4 aprile 1524) è stato un samurai giapponese del periodo Sengoku, servitore del clan Mōri.

## Biografia
Figlio di Mōri Hiromoto, Mototsuna era noto anche come Sōgō Mototsuna e fu un fratello minore di Mōri Motonari, anche se i due condividevano una madre diversa. Nel 1517 si mise in evidenza durante la battaglia di Arita-Nakaide.
Adottato nella famiglia Sōgō, Mototsuna si oppose all'assunzione da parte di Motonari del comando della famiglia Mōri nel 1523. Nell'aprile del 1524 Motonari alla testa di 300 uomini assaltò durante la notte il castello di Funayama, dove Mototsuna risiedeva con trenta dei suoi uomini. Nonostante abbia combattuto con coraggio venne catturato e ucciso.